# Burna Boy
Burna Boy, pseudonimo di Damini Ebunoluwa Ogulu (Port Harcourt, 2 luglio 1991), è un cantante nigeriano.
È divenuto noto nel 2012 dopo aver pubblicato il singolo Like to Party, traccia principale del suo primo album in studio L.I.F.E. Nel 2017 ha firmato con l'etichetta Bad Habit/Atlantic Records negli Stati Uniti e con la Warner Music Group a livello internazionale. Il suo terzo album in studio Outside è stato il primo con una major. Nel 2019, ha vinto il premio Best International Act ai BET Awards. Il suo quarto album in studio chiamato African Giant è uscito a luglio 2019 e ha vinto il premio Album of the Year agli All Africa Music Awards 2019 ed è stato nominato nella categoria Best World Music Album ai 62° Grammy Awards.

## Biografia
Cresciuto nel sud della Nigeria in una famiglia benestante, Ogulu ha iniziato a produrre i suoi primi beat in maniera amatoriale già da adolescente. Dopo aver avuto modo di completare i propri studi a Londra, il cantante ha assunto lo pseudonimo di Burna Boy e ha pubblicato i suoi primi mixtape Burn Notice e Burn Life nel 2011. Nel 2012, Burna Boy pubblica alcuni singoli di discreto successo come Like To Party e Tonight: si tratta dell'antipasto che conduce dritto all'album L.I.F.E, pubblicato nel 2013. L'album ottiene un notevole successo nel mercato africano, vendendo 40 000 copie nel suo primo giorno di pubblicazione. L'album riesce ad entrare nella classifica raggae di Billboard.
Nei mesi successivi, Burna Boy lascia in via definitiva la casa discografica con cui aveva pubblicato il suo album di debutto, la Aristokrat Records, per poi fondare una sua etichetta, la Spaceship. Sotto questa nuova etichetta vengono pubblicati l'album On A Spaceship nel 2015 e l'EP Redemption nel 2016, nonché i relativi singoli. In questo periodo, Burna Boy riesce a farsi notare dalle grandi case discografiche internazionali: il cantante prende dunque accordi anche con la Atlantic Records, entrando quindi a far parte della famiglia Warner Music Group.
Nel 2018, Burna Boy collabora con i Fall Out Boy nel brano Sunshine Riptine, incluso nell'album MANIA. Successivamente pubblica l'album Outside, il suo primo lavoro con la Warner, che include collaborazioni con cantanti di rilievo come Lily Allen e Mabel. Il progetto riceve ottime critiche: alcune riviste come Pulse lo eleggono addirittura come il miglior album nigeriano dell'anno. Il singolo Ye ottiene invece il titolo di canzone nigeriana più acquistata nel 2018. Al termine di questo percorso, Burna Boy si esibisce presso la O2 Academy Brixton di Londra, una delle venue musicali più importanti al mondo.
Nel 2019, Burna Boy pubblica il suo secondo EP Steel & Copper. Nello stesso periodo, l'artista prende parte al progetto di Beyoncé The Lion King: The Gift, interpretando JA ARA E. A luglio, dopo aver pubblicato alcuni singoli, Burna Boy pubblica il suo quarto album African Giant, per poi promuoverlo con il suo primo tour mondiale. Successivamente, il cantante prende parte anche alla colonna sonora del film Queen & Slim. In seguito alla pubblicazione di questo materiale, Burna Boy viene premiato come Best International Act ai BET Awards 2019.
Nel 2020, Burna Boy ha preso parte al concerto-evento One World: Together At Home. Successivamente il cantante ha preso parte al remix ufficiale di Jerusalema di Master KG, dando un'ulteriore spinta al brano nel diventare una hit mondiale. Il 30 luglio 2020 collabora con Sam Smith nel brano My Oasis. Il 14 agosto 2020 pubblica il suo quinto album Twice Al Tall a sorpresa; l'album include collaborazioni con Stormzy e Chris Martin.

## Discografia

### Album in studio
- 2013 – L.I.F.E
- 2015 – On a Spaceship
- 2018 – Outside
- 2019 – African Giant
- 2020 – Twice as Tall
- 2022 – Love, Damini
- 2023 – I Told Them...
- 2025 – No Sign of Weakness

### EP
- 2016 – Redemption
- 2019 – Steel & Copper (con DJDS)

### Mixtape
- 2011 – Burn Notice
- 2011 – Burn Identity

### Singoli
- 2012 – Like to Party
- 2012 – Tonight
- 2013 – Always Love You
- 2013 – Run My Race
- 2013 – Won da mo (feat. D'banj)
- 2014 – Don Gordon
- 2014 – Check and Balance
- 2015 – Rockstar
- 2015 – Soke
- 2015 – Follow Me
- 2015 – Jealousy
- 2016 – Acting Bad
- 2016 – Pree Me
- 2017 – Wonleto (con P.R.E)
- 2017 – Rock Your Body
- 2017 – Gba
- 2017 – Deja Vu
- 2017 – Streets of Africa
- 2017 – Koni baje
- 2017 – Sekkle Down (feat. J Hus)
- 2018 – Heaven's Gate (feat. Lily Allen)
- 2018 – E No Finish
- 2019 – Killin Dem
- 2019 – Aye (con Nappy)
- 2019 – Money Play
- 2020 – Odogwu
- 2020 – Wonderful
- 2020 – 20 10 20
- 2021 – Rotate (con Becky G)
- 2021 – Kilometre
- 2021 – Question (feat. Don Jazzy)
- 2021 – Want It All (feat. Polo G)
- 2021 – B. d'or (feat. Wizkid)
- 2022 – Last Last
- 2025 – Pardon (feat. Stromae)

## Premi e riconoscimenti
- Grammy Awards 2020
  - Candidato al Grammy Award for Best World Music Album[25]